# Jaume Ferran i Clua
Jaume Ferran i Clua ou plus simplement Jaume ou Jaime Ferran (né le 2 février 1852 à Corbera d'Ebre de la province de Tarragone (Espagne), mort le 22 novembre 1929 à Barcelone) est un médecin et bactériologue catalan, découvreur d'un premier vaccin contre le choléra.
Malgré des travaux controversés (il élabore d'autres vaccins, contre le typhus, la rage ou la tuberculose.…), il est considéré comme un pionnier de la microbiologie et de la vaccination.

## Biographie

### Origine et formation
Son père est Juan Ferran, médecin du village de Corbera d'Ebre. Jaume Ferran fait ses études primaires à l'école San Luis Gonzaga de Tortosa et réussit le baccalauréat à Tarragone.
Il poursuit des études de médecine à l'Université de Barcelone. Excellent étudiant, il est licencié en médecine en 1873 et docteur en 1875.
Il pratique la médecine à Tortose, travaillant aussi à l' hôpital de la ville. Il s'intéresse d'abord aux maladies des yeux et à l'électrothérapie. 
Très vite, il est enthousiasmé par les travaux de Louis Pasteur (1822-1895), pour devenir un fervent bactériologue. En 1880, il s'aménage un petit laboratoire de bactériologie à son domicile, se faisant promoteur et pionnier de cette nouvelle discipline.  Il produit lui-même un vaccin contre la maladie du charbon, en suivant les instructions de Pasteur.

### Carrière municipale
En 1884, Robert Koch (1843-1910) découvre le bacille du choléra. La même année, Jaume Ferran donne à l'Académie Royale de Médecine de Madrid un mémoire, couronné par un prix, sur Le parasitisme bactérien (Memoria sobre el parasitismo bacteriano), où il propose d'utiliser la méthode Pasteur de prévention du choléra des poules pour l'appliquer au choléra humain. 
La mairie de Barcelone (où il est conseiller de la santé) l'envoie à Marseille et à Toulon pour étudier une épidémie de choléra.  Il effectue un stage à l'hôpital du Pharo de Marseille, où il développe un diagnostic de laboratoire par examen microscopique des selles de cholérique.  
De retour en Espagne, et convaincu de l'étiologie bactérienne du choléra, il fait des cultures atténuées de baccilus virgula, développant ainsi un vaccin. 
En 1885, l'épidémie arrive à Alzira, province de Valence. C'est alors que Jaume Ferran organise la première campagne de vaccination à grande échelle (au moins 30 000 personnes inoculées). 
De 1886 à 1905, il est directeur du laboratoire municipal de bactériologie de Barcelone, où il développe plusieurs vaccins (typhus, rage, typhoïde, peste, diphtérie, tétanos...). qu'il teste sur lui-même, sur ses propres enfants ou sur des proches,.
En 1899, le conseil municipal de Barcelone le mandate pour étudier une épidémie de peste au Portugal, il inocule son vaccin contre la peste à plusieurs milliers d'habitants des quartiers pauvres de Porto.
En 1900, il fonde à La Sagrera (banlieue de Barcelone) un institut privé : l'Institut d'hygiène et de pathologie expérimentale que les barcelonais appellent « Institut Ferran » où il vaccine avec distribution commerciale. Cette double activité de vaccinations où il dirige deux organisations concurrentes, publique et privée, suscite des oppositions et des polémiques sur les irrégularités de gestion, et aussi sur des accidents vaccinaux, notamment avec son vaccin antirabique.
En 1905, à la suite du rapport d'une commission d'enquête, Ferran est démis de son poste de directeur du laboratoire municipal. Il se préparait alors à devenir membre de l'Académie Royale de Médecine de Barcelone, poste auquel il doit renoncer.

### Carrière nationale
Après 1905, Ferran consacre le reste de sa vie à son institut privé de La Sagrera. Il développe un vaccin contre la tuberculose qu'il utilise lors d'une campagne de vaccination à Alzira en 1919 (inoculation à 14 000 personnes) et cherche à fonder un institut contre la rage à Majorque en 1921.
En 1927, il est invité par le gouvernement argentin pour présider le premier congrès panaméricain de la tuberculose tenu à Cordoba, son vaccin antituberculeux étant utilisé à Buenos Aires. Sous la dictature de Primo de Rivera, les subventions publiques à l'Institut Ferran pour la fourniture de vaccin antituberculeux aux centres de charité sont supprimées malgré un ordre royal pour les maintenir.
Lors de sa visite à Barcelone, en mai 1929, le roi Alphonse XIII voulut rencontrer Ferran avec l'intention de le décorer ou de l'anoblir, mais celui-ci refusa toute sorte de distinction. Jaume Ferran meurt six mois plus tard à Barcelone, le 22 novembre 1929.
Selon Bornside, Jaume Ferran n'a jamais tenu un poste académique ou universitaire, ni un poste officiel autre que celui de Directeur du Laboratoire Municipal de Barcelone.

## Travaux
En collaboration avec des ingénieurs et des scientifiques, il participe à de nombreuses créations techniques, notamment dans le domaine de la téléphonie, de la microscopie et de la photographie. Il établit une liaison téléphonique entre Tortosa et Tarragone, soit 84 km, la plus longue en son temps en Espagne.
En 1878 il perfectionne et met au point un appareil de photomicrographie. Il est le co-auteur d'une amélioration de la méthode photographique par émulsion de bromure d'argent (procédé gélatino-argentique), publiée en opuscule sous le titre La instantaneidad en la fotografia (1879),.

### Vaccin contre le choléra

#### Contexte
Les années 1880-1885 sont marquées par l'arrivée de la 5e pandémie de choléra, en provenance de l'Inde, qui ne touchera l'Europe que partiellement (régions méditerranéennes) mais avec une létalité de 50 %. La France est relativement peu touchée avec dix mille cas, le choléra ne prend une forme épidémique qu'à Toulon. En Italie, l'épidémie la plus forte est celle de Naples (1884) avec dix mille cas en deux mois. L'Espagne est plus durement touchée, le choléra apparait dans les provinces d'Alicante et de Valence. En 1885, l'épidémie espagnole fait plus de 330 000 malades dont près de 120 000 morts.
C'est aussi la période où Louis Pasteur vient de démontrer la faisabilité de vaccins vétérinaires contre la maladie du charbon, le rouget du porc et le choléra des poules, et où il s'apprête à élaborer un vaccin contre la rage. En 1883-1884 Robert Koch est en Égypte où il découvre et isole le vibrion cholérique. L'immunologie et la virologie n'existent pas encore, la recherche microbiologique et vaccinale de cette période se fait par recettes empiriques de laboratoire ou « empirisme périlleux ».
Les autorités politiques et scientifiques européennes sont très inquiètes d'une possible extension de cette épidémie, d'autant plus que les nouvelles découvertes sont encore loin de faire consensus : non seulement la théorie microbienne ne fait pas encore l'unanimité, mais pour la plupart des microbiologistes il n'est pas encore certain que le bacille isolé par Koch soit la cause réelle et unique du choléra, faute de modèle animal satisfaisant.

#### Campagne d'Alzira
Dans son mémoire de 1884 adressé à l'Académie de médecine de Madrid, Ferran propose de filtrer du sang de cholérique convalescent, d'atténuer le résidu et de l'inoculer comme moyen préventif du choléra. 
Il cherche à reproduire la maladie chez le cobaye par injection dans le péritoine. Il découvre que, chez le cobaye, des injections sous-cutanées de germes vivants pourraient immuniser contre une dose mortelle ingérée du même germe, ce qu'il extrapole à l'Homme. Le 31 mars 1885, il communique ses découvertes sur le choléra à l'Académie des Sciences de Paris.
En avril 1885, lorsque le choléra réapparait dans la région de Valence, les autorités locales font appel à Ferran pour débuter une campagne de vaccination. Ferran utilise comme vaccin des émulsions de vibrio vivants qu'il administre en sous-cutané. Les deux tiers des habitants d'Alzira sont vaccinés. Selon les données officielles de l'époque, 1,3 % des vaccinés présentent un choléra contre 7,7 % chez les non-vaccinés,.

#### Missions d'enquête

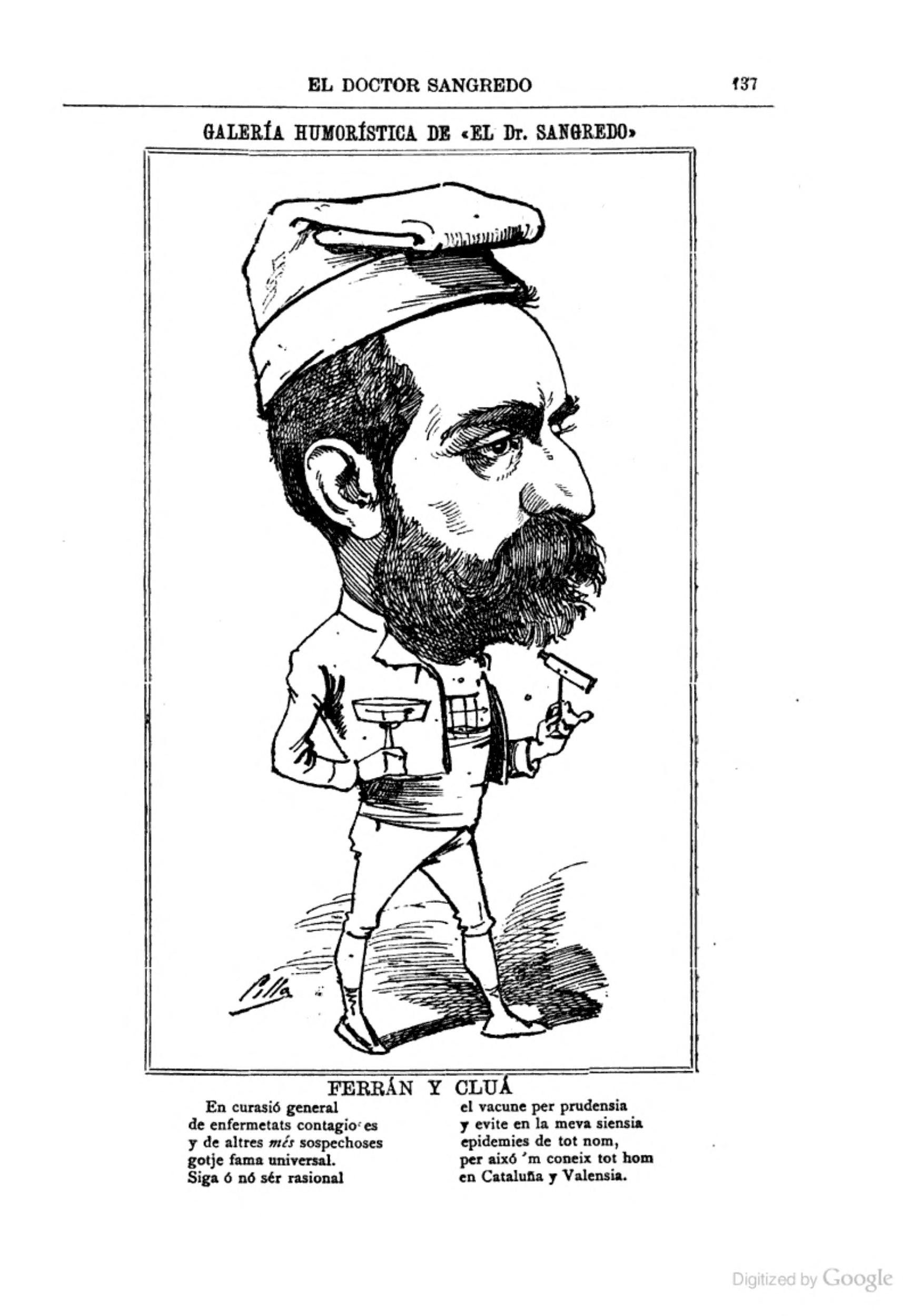
Ferran i Clua, caricature de la revue médicale satirique El Dr Sangredo (1885), par (1859-1937).

La campagne d'Alzira de 1885 est la première campagne de vaccination menée à une telle échelle dans un contexte d'urgence épidémique. Elle suscite des oppositions et des polémiques sur la sûreté et l'efficacité du vaccin Ferran. Une mission gouvernementale, formée de médecins non bactériologistes, donne un avis très défavorable. 
La controverse espagnole a aussi une dimension politique : les libéraux et républicains dans l'opposition sont partisans de la vaccination, car la politique gouvernementale de quarantaines et d'isolements, peu efficace contre le choléra, aggrave une situation économique déjà fragile. La population, selon ses choix politiques, est partagée entre l'opposition farouche ou le soutien enthousiaste à Ferran.
Au niveau international, les autorités politiques et scientifiques s'inquiètent d'une possible propagation en Europe, et s'intéressent à l'expérience espagnole en envoyant des missions d'observation. 
Un compte-rendu de la mission britannique est publié dans la revue Nature du 29 octobre 1885 : il est négatif et polémique. Jaume Ferran est présenté comme un Don Quichotte : sa campagne est basée sur des a-peu-près théoriques et pratiques, elle est imprudente et dangereuse, et de faible valeur scientifique. Le correspondant du Times (20 octobre 1885) écrit que le docteur Ferran « est dupe de ses illusions, conçues dans l'ignorance ».
La mission la plus influente est la mission française dirigée par Paul Brouardel (1837-1906). Le rapport est publié dans le Bulletin de l'Académie de médecine (1885, n° 14). Ferran s'est d'abord dit prêt à collaborer, mais il se refuse à dévoiler la préparation de son vaccin, notamment sa méthode d'atténuation des germes cholériques. Aussi la mission Brouardel quitte l'Espagne au bout de trois jours, en concluant que le produit de Ferran n'est pas un « vaccin » développé selon la méthode Pasteur,,.
De plus, Ferran explique les variations de virulence du vibrion de Koch par un pléomorphisme, en faisant du vibrion un hypothétique champignon du genre Peronospora dont il décrit un cycle de développement sous différentes formes avec une sporulation analogue à celle du bacille du charbon. Selon lui, son vaccin est une forme particulière d'un cycle, forme qu'il appelle Peronospora barcelonae et que ses collègues espagnols nomment P. ferrani,.
Dès lors, la plupart des bactériologistes contemporains de Ferran rejettent ses travaux en les dissociant des recherches pasteuriennes. Les rares avis internationaux favorables sont ceux des commissions du Portugal, des États-Unis, et du français Auguste Chauveau (1827-1917).

#### Querelles de priorité
En 1888, Nicolaï Gamaleïa (1859-1949), un élève russe de Pasteur, publie une note sur un vaccin contre le choléra par souche atténuée de vibrions et sur des expériences animales menées chez le cobaye et le pigeon, mais sans mentionner les travaux préalables de Ferran. Celui-ci envoie aussi aussitôt un mémoire de 94 pages à l'Académie des Sciences de Paris pour rétablir sa priorité sur la découverte d'une inoculation préventive du choléra. 
En 1892, une nouvelle querelle éclate entre Ferran et Waldemar Haffkine (1860-1930) qui a mis au point un vaccin contre le choléra, utilisé à grande échelle en Inde en 1896. Ferran revendique sa priorité en la matière en adressant une note à la Société de Biologie présidée par Auguste Chauveau, où il  propose aussi de vacciner oralement la population en contaminant les réseaux d'eau potable. Cette proposition est jugée illégale et trop dangereuse pour Chauveau, qui lui retire son soutien. 
Haffkine réplique en comparant les travaux de Ferran à la variolisation et les siens à la vaccination d'Edward Jenner (1749-1823). La dispute se poursuit dans le Bulletin de l'Institut Pasteur jusqu'en 1906.

#### Prix Bréant

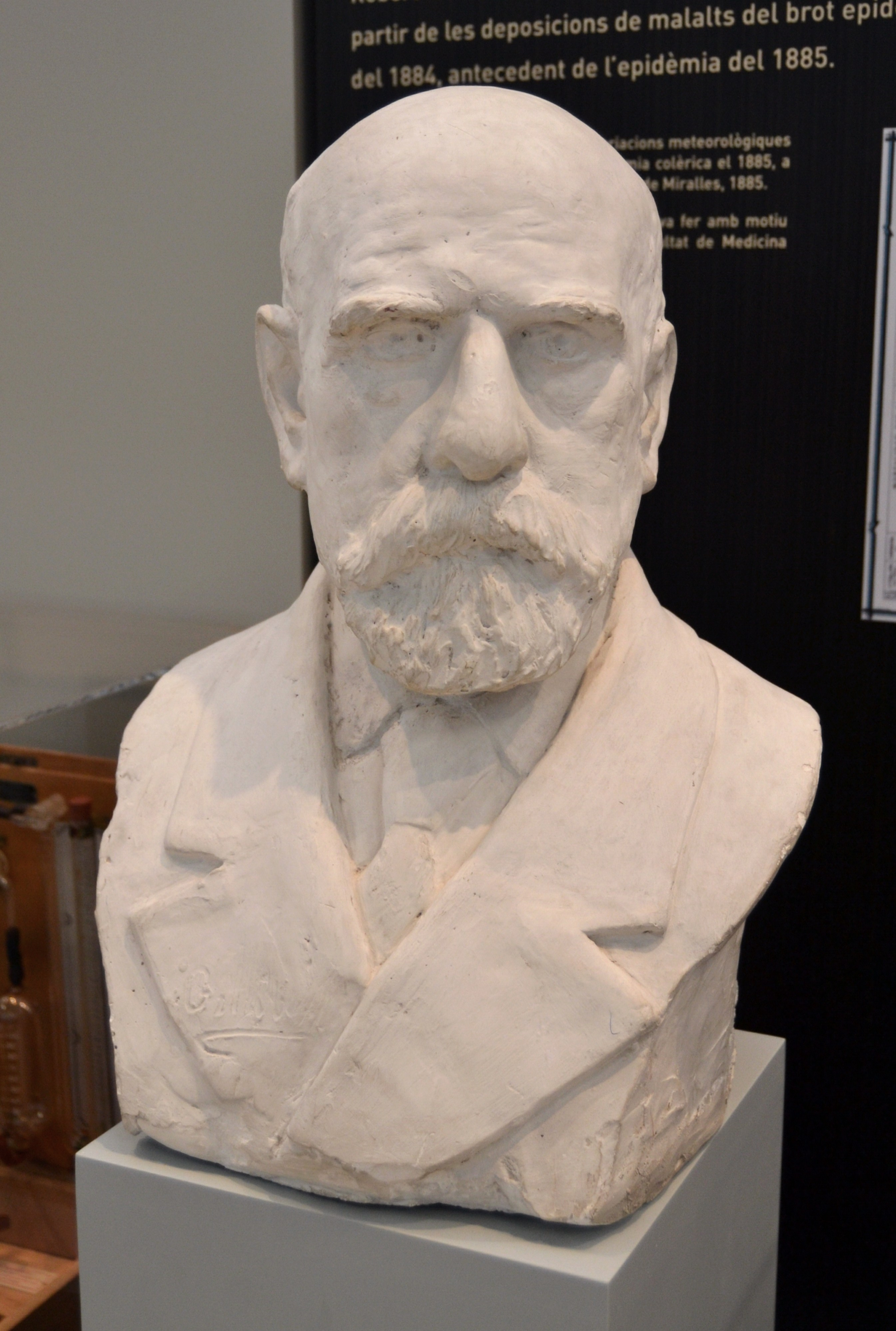
Le buste de Jaume Ferran à l'Université de Valence, hommage rendu en 1930.

Le prix Bréant de l'Académie des Sciences a été créé en 1849, du nom d'un donateur industriel de la chimie, doté de cent mille francs destiné à récompenser le découvreur de la cause ou d'un moyen de guérir le choléra. Le prix total n'a jamais été attribué mais les intérêts de la somme ont servi à récompenser annuellement toute avancée dans le domaine du choléra, puis de toute maladie infectieuse.
Dès 1885, Ferran réclame la totalité du prix, mais il ne fut récompensé que 22 ans plus tard en 1907, en obtenant la moitié du prix annuel de cinq mille francs, ce qui équivalait à reconnaitre son rôle de pionnier mais sans se prononcer sur la valeur exacte de son travail. De même, Haffkine fut récompensé du prix Bréant en 1909 pour ses travaux sur la vaccination du choléra, mais aussi sans se prononcer sur son efficacité. À cette époque, le choléra soulevait des problèmes complexes, avec trop d'inconnues.

### Autres vaccins
De 1886 à 1899, Ferran développe et expérimente plusieurs vaccins (rage, typhoïde...) mais avec d'importants effets secondaires qui le forcent à abandonner ces recherches. Il est alors accusé d'imprudence.
Outre le vaccin contre le choléra, son autre vaccin notoire est celui contre la tuberculose. En 1897, il annonce que le bacille de Koch n'est pas une forme fixe, mais une forme transitoire pathogène (qu'il appelle « gamma ») d'un cycle de développement, où il décrit des formes « alpha, béta, delta et epsilon ».  La forme alpha, la plus bénigne et la plus abondante dans l'environnement, se contracte dans l'enfance. Elle est à la base de son vaccin « anti-alpha »,.
Ce vaccin antituberculeux connait un certain succès en Espagne et en Argentine, mais pour être finalement supplanté par le BCG.
En 1901, lorsque Emil Berhring (1854-1917) reçoit le premier prix Nobel de médecine pour sa découverte de la sérothérapie contre la diphtérie à partir de 1890, Ferran proclame l'avoir faite dès 1884.

## Postérité et jugements
Les théories de Ferran sur le cycle de développement « cryptogamique » du vibrion cholérique, ou sur les différentes formes du bacille de la tuberculose, étaient erronées. Elles se basaient sur des erreurs d'interprétations en laboratoire (formes atypiques survenant en milieu de culture vieilli ou contaminé).

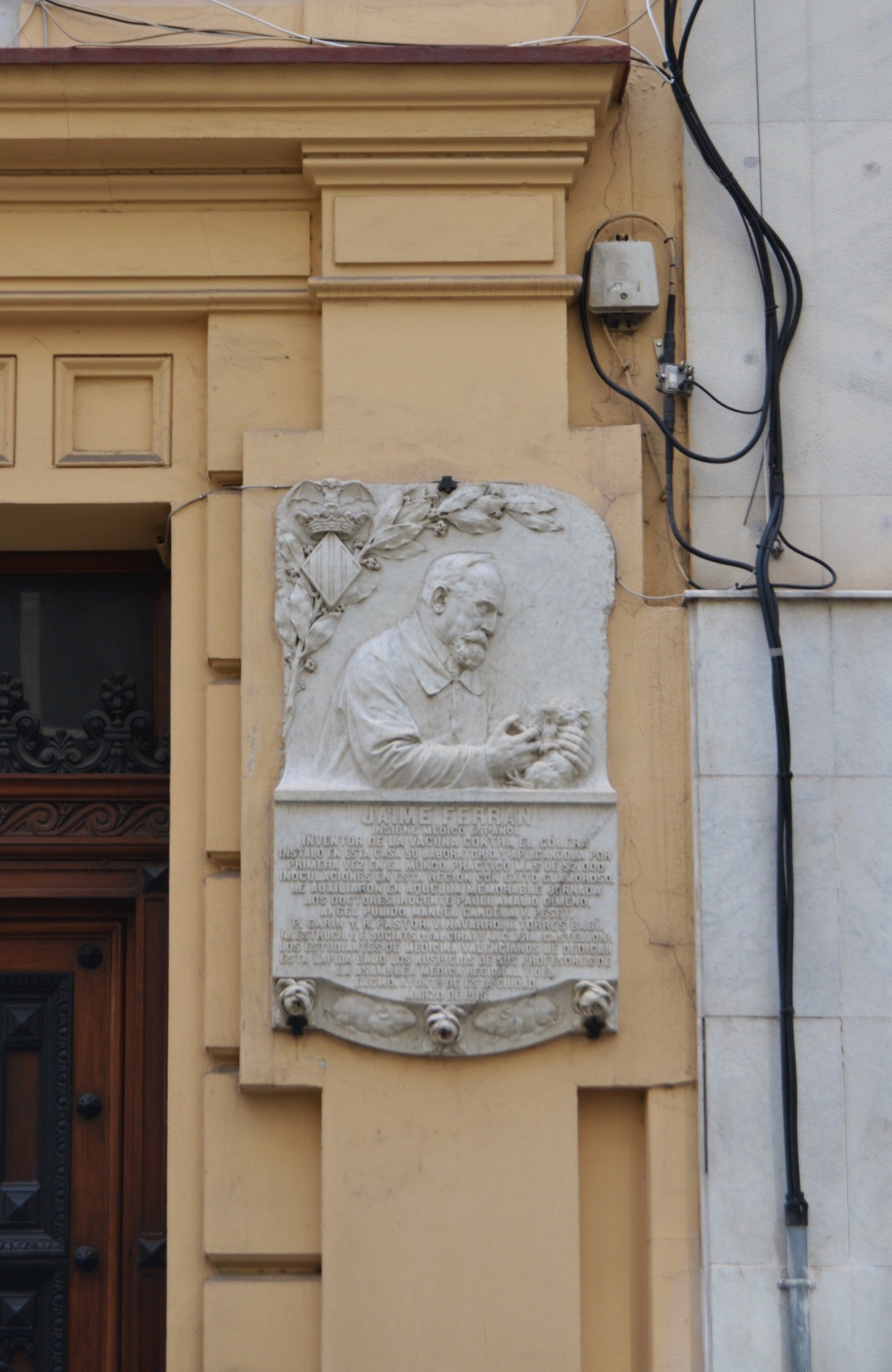
Plaque commémorative en l'honneur de Jaume Ferran, dans une rue de Valence (Espagne).

Cependant Ferran peut être crédité d'avoir postulé très tôt, avec Koch, l'existence d'une toxine cholérique, dont la véritable démonstration comme cause des symptômes du choléra ne sera faite qu'en 1966. De plus, il est bien le premier à indiquer qu'une immunité vaccinale contre le choléra est possible, même si ses campagnes de vaccination étaient peu prudentes.
Selon Bornside, qui a étudié les données présentées par Ferran lors de la campagne d'Alzira d'un point de vue moderne, les résultats ne démontrent pas une efficacité vaccinale, faute de groupe de contrôle. Toutefois, ces données auraient été considérées comme suffisamment encourageantes pour poursuivre les recherches par de nouvelles études contrôlées. Ferran n'est pas fautif, car le concept de groupe de contrôle en vaccinations de terrain ne commencera à être appliqué qu'en 1895, par Haffkine en Inde.
Ferran avait à affronter des difficultés techniques et des problèmes complexes qui ne seront éclaircis que plus d'un demi-siècle plus tard. Tout au long du XXe siècle, les vaccins contre le choléra ne seront au mieux que partiellement efficaces et de faible durée,.
Selon Anne Marie Moulin, Ferran a souffert d'être situé à la périphérie de l'Europe savante, d'une insuffisance de moyens (il mène ses recherches à ses frais sans soutien institutionnel) et de sa position inférieure par rapport aux experts venus l'inspecter. C'est un pionnier espagnol de la bactériologie, représentatif de la première génération pastorienne, celle des immunisateurs « scientifiques » dite de transition, entre l'immunisation empirique séculaire et la science immunologique qui ne débute qu'au tournant du XXe siècle avec Metchnikov et Paul Ehrlich, co-lauréats du Prix Nobel de Médecine 1908.